# 天神 (新潟市)
天神（てんじん）は、新潟県新潟市中央区の地名。現行行政地名は天神一丁目及び天神二丁目。住居表示未実施区域。郵便番号は950-0917。

## 概要
信濃川下流右岸の自然堤防上に位置する、江戸期から1889年（明治22年）の新田名。天神尾新田の区域で、JR新潟駅南地区を構成する地域の一つ。

### 隣接する町字
北から東回り順に、以下の町字と隣接する。
- 花園
- 笹口
- 米山
- 天神尾

## 歴史

### 年表
- 1970年（昭和45年） - 町名整理により、天神尾から分立[5]。
- 1985年4月28日 - プラーカ新潟が開業。
- 2007年（平成19年）4月1日 - 新潟市の政令指定都市移行により、中央区の町丁となる。
- 2010年2月 - LEXNが竣工する。

## 世帯数と人口
2018年（平成30年）1月31日現在の世帯数と人口は以下の通りである。
| 丁目       | 世帯数  | 人口    |
| ---------- | ------- | ------- |
| 天神一丁目 | 239世帯 | 498人   |
| 天神二丁目 | 347世帯 | 507人   |
| 計         | 586世帯 | 1,005人 |

## 小・中学校の学区
市立小・中学校に通う場合、学区は以下の通りとなる。
| 丁目       | 番地 | 小学校               | 中学校             |
| ---------- | ---- | -------------------- | ------------------ |
| 天神一丁目 | 全域 | 新潟市立南万代小学校 | 新潟市立宮浦中学校 |
| 天神二丁目 | 全域 | 新潟市立南万代小学校 | 新潟市立宮浦中学校 |

## 地域

### 一丁目
- プラーカ3プラーカ3
- LEXN

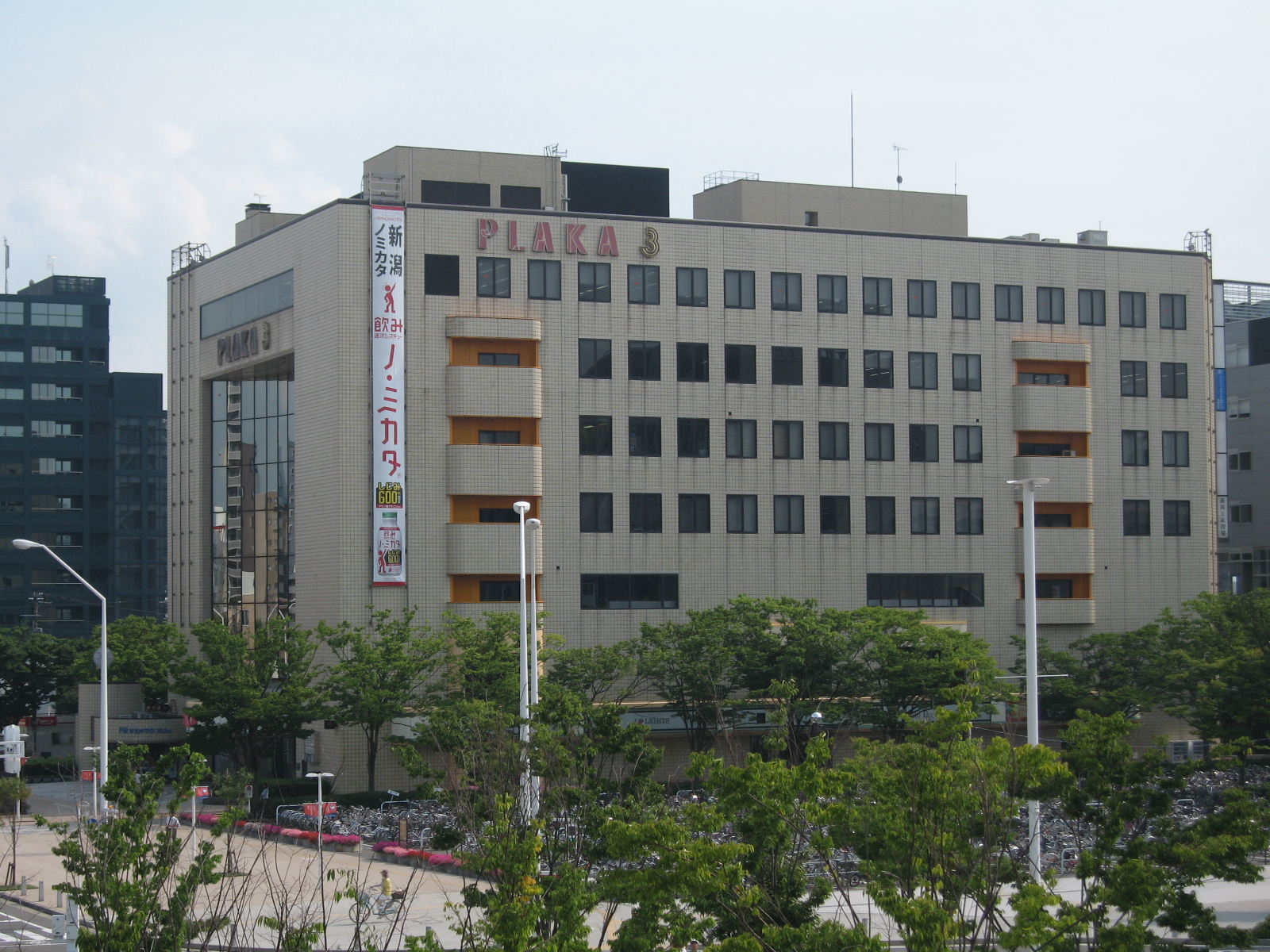
プラーカ3

  - 新潟テレビ21 サテライトスタジオ「LEXN STUDIO（UXレクスタ）」
- メビウス第一ビル
- けやきビル

### 二丁目
- 田舎屋
- ソイルヴァーレ天神
- ちゃんこ大翔龍
- アクシス駅南イーストヴィラけやき
- アクシス駅南ウエスト

## 交通
- 新潟市道駅南線（けやき通り）
  - 年末年始は、歩道に植栽されたケヤキ並木にイルミネーションが施される「NIIGATA光のページェント」が実施される